# Château de Brechin
Le château de Brechin est un château situé à Brechin, Angus, en Écosse. Le château est construit en pierre au XIIIe siècle. La majeure partie du bâtiment actuel date du début du XVIIIe siècle, lorsqu'une vaste reconstruction est réalisée par l'architecte Alexander Edward (en) pour James Maule (4e comte de Panmure), entre 1696 et 1709 environ. Le bâtiment est classé de catégorie A et les terrains sont inclus dans l'inventaire des jardins et des paysages conçus en Écosse.

## Histoire

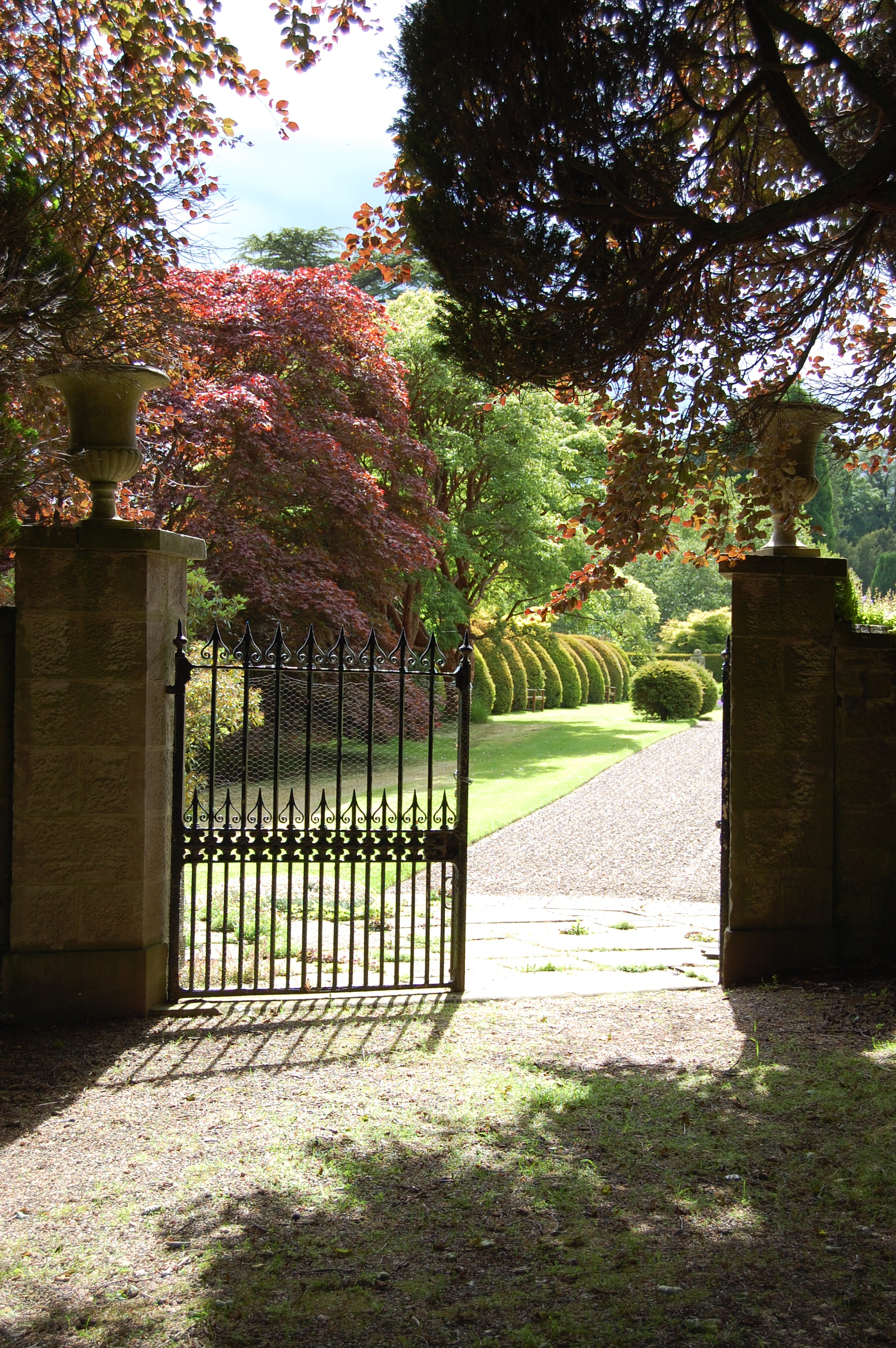
Une porte de jardin au château de Brechin

Le domaine appartient à la famille Maule-Ramsay depuis le XIIe siècle. Le château est le siège du clan Maule depuis l'époque médiévale. Les clans Maule et Ramsay sont réunis sous un seul chef au XVIIIe siècle. Le siège du clan Ramsay est déplacé du château de Dalhousie dans le Midlothian au château de Brechin au début du xxe siècle. Le château est la demeure du comte de Dalhousie, chef de clan du clan Maule de Panmure à Angus et du clan Ramsay de Dalhousie.
Marie Stewart, comtesse de Mar, reçoit son beau-frère, le comte de Huntly à Brechin en septembre 1593. Elle accueille John Taylor et Jacques Ier à son retour en Écosse en 1617. Elle fait dresser des inventaires du contenu et du mobilier du château de Brechin en 1611 et 1622. Le château de Brechin est un bastion de la famille Ramsay depuis 1645 environ.

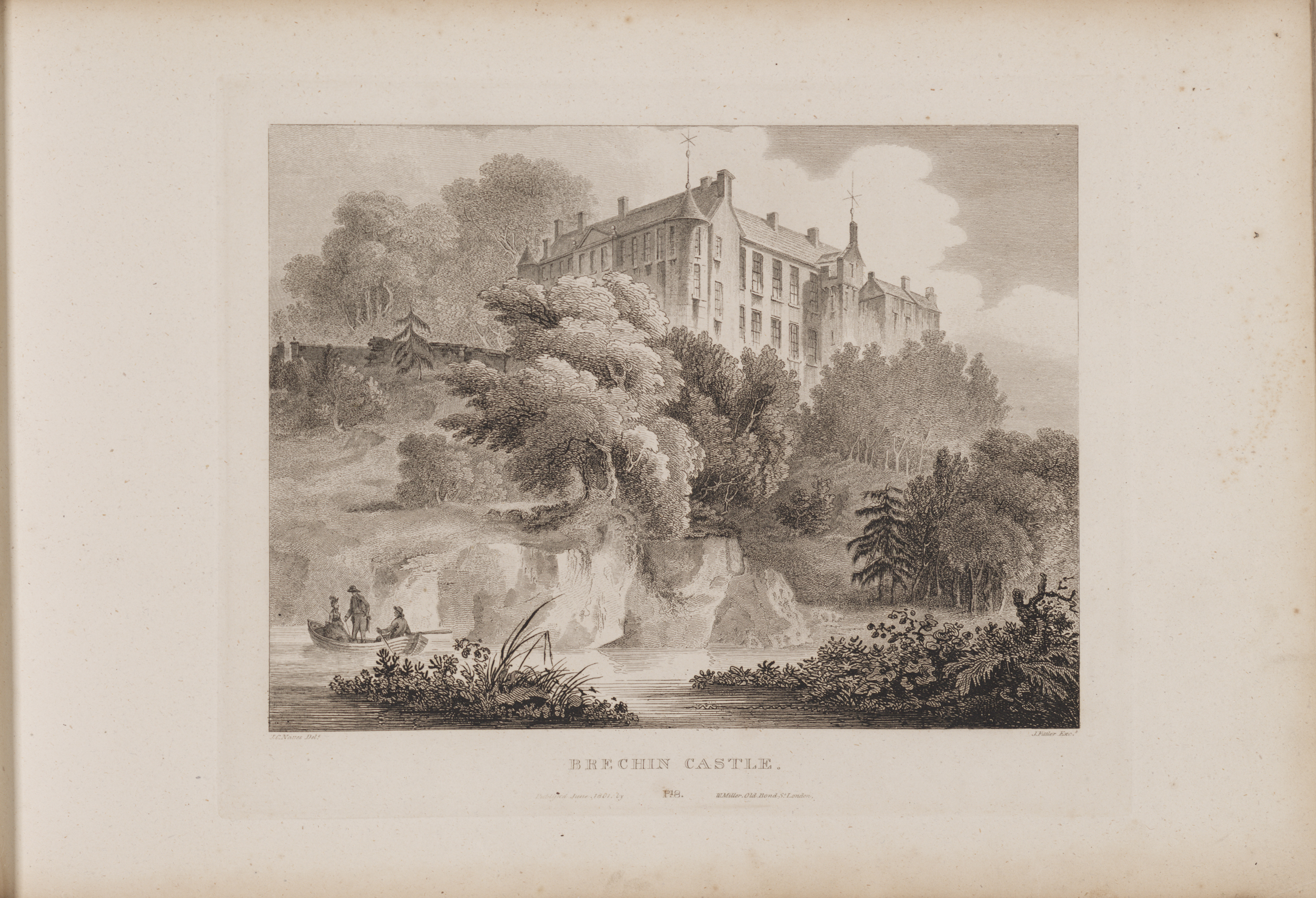
Gravure du château de Scotia Depicta par James Fittler

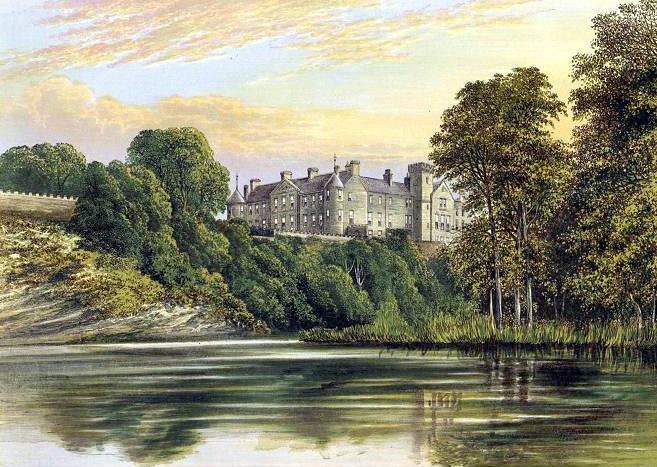
Château de Brechin vers 1880.

Le domaine comprend environ 150 000 acres (60 703 ha) à son apogée et est maintenant de 55 000 acres (22 258 ha). Les jardins à la française datent du début du XVIIIe siècle. L'agriculture et la foresterie dominent largement le domaine.
Le château est classé Catégorie A depuis 1971. Le résumé indique que les murs de flanc crénelés ont été ajoutés au milieu des années 1800, que le bâtiment a été remodelé en 1854 et qu'une tour a été ajoutée en 1863.
Le 11 septembre 2022, le cortège royal transportant le corps de la reine Élisabeth II du château de Balmoral au Palais de Holyrood à Édimbourg fait un arrêt privé de 45 minutes au château de Brechin pour permettre aux pilotes et aux participants de se reposer.

## Vente du château
En 2019, le bâtiment et le terrain de 70 acres du château de Brechin sont mis en vente, James Ramsay (17e comte de Dalhousie) et chef du clan Ramsay citant les coûts d'entretien prohibitifs comme justification. Un reportage explique que le château compte huit pièces de réception, 16 chambres et 10 salles de bains,.